# 이양수
이양수(李亮壽, 1967년 8월 15일~)는 대한민국의 정치인으로, 제20·21·22대 국회의원이다.

## 학력
- 교동국민학교 졸업
- 설악중학교 졸업
- 속초고등학교 졸업
- 고려대학교 문과대학 불어불문학 학사
- 한양대학교 이노베이션대학원 문화콘텐츠학 석사

## 경력
- 前 ㈜아이비피 대표[1]
- 2012년: 제18대 대통령 선거 새누리당 박근혜 대통령 후보 중앙선거대책위원회 조직총괄본부 기획실장
- 2013년~2014년: 대통령비서실 정무수석비서관실 행정관
- 2014년~2015년: 새누리당 수석부대변인
- 2015년~2016년: 정치 평론가
- 2016년 4월 13일: 대한민국 제20대 국회의원 선거 당선(강원 속초시·고성군·양양군, 새누리당, 초선)
- 2016년 5월~2017년 2월: 새누리당 강원도당 속초시·고성군·양양군 당원협의회 위원장
- 2016년 5월~2016년 12월: 새누리당 원내부대표
- 2016년 6월~2017년 2월: 새누리당 정책위원회 청년소통특별위원회 위원
- 2016년 6월~2017년 2월: 새누리당 정책위원회 민생혁신특별위원회 위원
- 2017년 2월~2018년 2월: 자유한국당 강원도당 속초시·고성군·양양군 당원협의회 위원장
- 2017년 2월~2020년 2월: 자유한국당 정책위원회 청년소통특별위원회 위원
- 2017년 2월~2020년 2월: 자유한국당 정책위원회 민생혁신특별위원회 위원
- 2017년 2월~2020년 2월: 자유한국당 법률자문위원회 부위원장
- 2017년 3월: 자유한국당 인재영입위원회 위원
- 2017년 3월~2017년 4월: 제19대 대통령 선거 자유한국당 홍준표 대통령 후보 대선기획단 청년본부장
- 2017년 3월~2020년 2월: 자유한국당 소상공인특별위원회 위원
- 2017년 4월~2017년 5월: 제19대 대통령 선거 자유한국당 홍준표 대통령 후보 중앙선거대책위원회 전략기획본부 위원, 공명선거추진단 위원
- 2018년 5월~2018년 6월: 제7회 전국동시지방선거 자유한국당 강원도당 선거대책위원회 공동선대위원장
- 2018년 8월~2019년 8월: 자유한국당 강원도당 위원장
- 2018년 8월~2019년 12월: 자유한국당 원내부대표 겸 원내대변인
- 2018년 12월~2019년 2월: 자유한국당 국가미래비전특위 위원
- 2018년 12월~2020년 2월: 자유한국당 강원도당 속초시·고성군·양양군 당원협의회 위원장
- 2019년 1월~2019년 2월: 자유한국당 2.27 전대 선관위 준비위원
- 2019년 9월~2020년 2월: 자유한국당 아프리카 돼지열병 대책 마련을 위한 태스크포스 위원
- 2019년 11월~2020년 2월: 제21대 국회의원 선거 자유한국당 총선기획단 위원
- 2020년 2월~2020년 5월: 미래통합당 강원도당 속초시·고성군·양양군 당원협의회 위원장
- 2020년 3월~2020년 9월: 미래통합당 전국위원회부의장
- 2020년 4월 15일: 대한민국 제21대 국회의원 선거 당선(강원 속초시·인제군·고성군·양양군, 미래통합당, 재선)
- 2020년 5월~2020년 9월: 미래통합당 강원도당 속초시·인제군·고성군·양양군 당원협의회 위원장
- 2020년 7월~2020년 9월: 미래통합당 故 최숙현 선수 사건 진상규명 및 체육인 인권보호 태스크포스 위원장
- 2020년 9월~: 국민의힘 강원특별자치도당 속초시·인제군·고성군·양양군 당원협의회 위원장
- 2020년 9월~2022년 3월: 국민의힘 전국위원회부의장
- 2020년 9월: 국민의힘 故 최숙현 선수 사건 진상규명 및 체육인 인권보호 태스크포스 위원장
- 2021년 7월~2021년 8월: 국민의힘 정책위원회 제4정책위부의장
- 2021년 8월~2021년 11월: 제20대 대통령 선거 국민의힘 윤석열 대통령 경선후보 국민캠프 지역본부 권역별 선거대책위원회 강원도 선거대책위원장
- 2021년 11월~2022년 1월: 제20대 대통령 선거 국민의힘 윤석열 대통령 후보 선거대책위원회 중앙선거대책위원회 대변인단 수석대변인
- 2021년 12월~2022년 3월: 제20대 대통령 선거 국민의힘 살리는 선거대책위원회 강원 선거대책위원회 의장단 의장
- 2022년 1월~2022년 3월: 제20대 대통령 선거 국민의힘 윤석열 대통령 후보 선거대책본부 대변인단 수석대변인
- 2022년 3월~2022년 5월: 제8회 전국동시지방선거 국민의힘 강원도당 공천관리위원회 위원장
- 2022년 4월~2022년 5월: 대한민국 제20대 대통령 당선인 비서실 특별보좌역
- 2022년 5월~2022년 6월: 제8회 전국동시지방선거 국민의힘 시민이 힘나는 선거대책위원회 선거대책본부 홍보본부장
- 2022년 9월~2023년 3월: 국민의힘 전략기획부총장
- 2022년 10월~2022년 12월: 국민의힘 조직강화특별위원회 부위원장
- 2022년 12월~2023년 3월: 국민의힘 당대표 및 최고위원 선출을 위한 중앙당 선거관리위원회 위원
- 2023년 2월~2023년 4월: 2023년 상반기 재보궐선거 국민의힘 공천관리위원회 위원
- 2023년 4월~2024년 5월: 국민의힘 원내수석부대표
- 2023년 11월~2024년 4월: 제22대 국회의원 선거 국민의힘 총선기획단 위원
- 2024년 3월~2024년 4월: 제22대 국회의원 선거 국민의힘 강원특별자치도 선거대책위원회 공동선대위원장
- 2024년 4월 10일: 대한민국 제22대 국회의원 선거 당선(강원 속초시·인제군·고성군·양양군, 국민의힘, 3선)
- 2024년 4월~2024년 5월: 국민의힘 원내대표 선출을 위한 선거관리위원회 위원장
- 2024년 6월~2024년 7월: 국민의힘 정책위원회 산하 시급한 민생 현안 해결을 위한 외교안특별위원회 부위원장
- 2024년 12월~2024년 12월: 국민의힘 비상계엄 사태 이후의 정국 수습 방안과 윤석열 대통령의 질서 있는 퇴진 방안을 마련하기 위한 정국 안정화 태스크포스 위원장
- 2024년 12월~2025년 5월: 국민의힘 사무총장
- 2025년 1월~2025년 2월: 2025년 재보궐선거 국민의힘 공천관리위원회 위원장
- 2025년 1월~2025년 5월: 국민의힘 조직강화특별위원회 위원장
- 2025년 4월~2025년 5월: 제21대 대통령 선거 국민의힘 대통령 후보경선 선거관리위원회 부위원장
- 2025년 5월~2025년 5월: 제21대 대통령 선거 국민의힘 대통령 후보 선거관리위원회 위원장
- 2025년 5월~2025년 6월: 제21대 대통령 선거 국민의힘 김문수 대통령 후보 강원 선거대책위원회 공동선대위원장

### 의정 활동
- 2016년 5월 30일~2020년 5월 29일: 제20대 국회의원(강원 속초시·고성군·양양군, 새누리당→자유한국당→미래통합당, 초선)
  - 2016년 6월~2016년 12월: 제20대 국회 전반기 국회운영위원회 위원
  - 2016년 6월~2018년 5월: 제20대 국회 전반기 농림축산식품해양수산위원회 위원
    - 2016년 6월~2018년 5월: 제20대 국회 농림축산식품해양수산위원회 해양수산법안심사소위원회 위원
    - 2016년 6월~2018년 5월: 제20대 국회 농림축산식품해양수산위원회 부정청탁등금지법관련소위원회 위원

  - 2016년 7월~2017년 3월: 제20대 국회 지방재정·분권 특별위원회 위원
  - 2017년 3월~2018년 5월: 제20대 국회 정치발전특별위원회 위원
  - 2017년 8월~2018년 5월: 제20대 국회 여성가족위원회 위원
  - 2018년 7월~2020년 5월: 제20대 국회 후반기 농림축산식품해양수산위원회 위원
  - 2018년 12월~2020년 5월: 제20대 국회 후반기 국회운영위원회 위원
  - 2019년 7월~2019년 8월: 제20대 국회 후반기 정치개혁특별위원회 위원
- 2020년 5월 30일~2024년 5월 29일: 제21대 국회의원(강원 속초시·인제군·고성군·양양군, 미래통합당→국민의힘, 재선)
  - 2020년 7월~2020년 8월: 제21대 국회 전반기 국회운영위원회 위원
  - 2020년 7월~2022년 5월: 제21대 국회 전반기 농림축산식품해양수산위원회 위원
    - 2020년 8월~2022년 5월: 제21대 국회 전반기 농림축산식품해양수산위원회 해양수산법안심사소위원회 위원장
    - 2020년 8월~2022년 5월: 제21대 국회 전반기 농림축산식품해양수산위원회 청원심사소위 위원

  - 2020년 7월~2024년 5월: 국회 대중문화 미디어 연구회 연구책임의원
  - 2020년 8월~2022년 5월: 제21대 국회 전반기 여성가족위원회 위원
  - 2020년 9월~2022년 5월: 제21대 국회 전반기 여성가족위원회 법안심사소위원회 위원
  - 2021년 4월~2021년 5월: 제21대 국회 국무총리(김부겸) 임명동의에 관한 인사청문특별위원회 위원
  - 2022년 7월~2023년 4월: 제21대 국회 후반기 농림축산식품해양수산위원회 간사
    - 제21대 국회 후반기 농림축산식품해양수산위원회 해양수산법안심사소위원회 위원장

  - 2022년 8월~2022년 9월: 제21대 국회 정치개혁특별위원회 위원
  - 2022년 9월~2023년 3월: 제21대 국회 정치개혁특별위원회 간사
    - 제21대 국회 정치개혁특별위원회 국회선진화소위원회 위원

  - 2023년 3월~2023년 5월: 제21대 국회 정치개혁특별위원회 위원
  - 2023년 4월~2023년 11월: 제21대 국회 후반기 국회운영위원회 간사
    - 제21대 국회 후반기 국회운영위원회 국회운영개선소위원회 위원장
    - 제21대 국회 후반기 국회운영위원회 예산결산심사소위원회 위원

  - 2023년 4월~2023년 4월: 제21대 국회 후반기 윤리특별위원회 간사
  - 2023년 4월~2024년 5월: 제21대 국회 후반기 농림축산식품해양수산위원회 위원
  - 2023년 5월~2024년 5월: 제21대 국회 후반기 윤리특별위원회 간사
    - 제21대 국회 후반기 윤리특별위원회 제1소위원회 위원장

  - 2023년 11월~2024년 5월: 제21대 국회 후반기 국회운영위원회 간사
- 2024년 5월 30일~: 제22대 국회의원(강원 속초시·인제군·고성군·양양군, 국민의힘, 3선)
  - 2024년 6월~2025년 5월: 제22대 국회 전반기 농림축산식품해양수산위원회 위원
    - 제22대 국회 전반기 농림축산식품해양수산위원회 해양수산법안심사소위원회 위원
    - 제22대 국회 전반기 농림축산식품해양수산위원회 청원심사소위원회 위원장

  - 접경지역 내일포럼 구성의원
  - 은퇴자도시 연구포럼 대표의원
  - 국회 대중문화미디어연구회 구성의원
  - 2025년 5월~: 제22대 국회 전반기 정무위원회 위원

## 전과
- 도로교통법위반(음주운전): 벌금 2,500,000원 - 2004년 4월 1일 선고[2]

## 수상내역
- 2016 대한민국 평화.안보대상
- 2016 새누리당 국정감사 우수의원
- 2017 법률소비자연맹 국회의원 헌정대상
- 2017 유권자시민행동 대한민국 유권자대상
- 2017 자유한국당 국정감사 우수의원
- 2017 국정감사NGO모니터단 국정감사 우수국회의원상
- 2018 법률소비자연맹 국회의원 헌정대상
- 2018 한국수산업경영인중앙연합회 국정감사 우수국회의원상
- 2018 국정감사NGO모니터단 국정감사 국리민복상

## 역대 선거 결과
|  | 62.00% |

|  | 52.56% |

|  | 55.84% |

## 소속 정당
| 소속 정당 | 소속 정당  | 소속 기간 | 비고      |
| --------- | ---------- | --------- | --------- |
|           | 새누리당   | 2012~2017 | 정계 입문 |
|           | 자유한국당 | 2017~2018 | 당명 변경 |
|           | 미래통합당 | 2020      | 합당      |
|           | 국민의힘   | 2020~현재 | 당명 변경 |

## 같이 보기
- 강원 고성군의 국회의원
- 속초시·고성군·양양군
- 속초시·인제군·고성군·양양군
- 속초시의 국회의원
- 양양군의 국회의원
- 인제군의 국회의원